# Kriss Helmanis
Kriss Helmanis (n. 7 de abril de 2002) es un baloncestista letón que pertenece a la plantilla de los @Diablos Rojos del México, actual campeón de la Liga Nacional de Basquetbol Profesional de México. Previamente jugó con el Tigers Tübingen de la ProA, la segunda categoría del baloncesto alemán. Con 2,12 metros de estatura, juega en la posición de pívot.

## Trayectoria deportiva
Es pívot letón formado en la cantera del Club Joventut Badalona. Tras jugar con el equipo junior, en la temporada 2019-2020, el jugador es cedido al Club Bàsquet Prat de Liga LEB Plata, con el que jugaría 16 encuentros. 
En la temporada 2020-21, vuelve a estar cedido en el Club Bàsquet Prat de Liga LEB Plata, con el que lograría el ascenso a la Liga LEB Oro, promediando 8,65 puntos en 31 partidos disputados.
El 30 de julio de 2021, es confirmado por el Club Bàsquet Prat para disputar la Liga LEB Oro, siendo su tercera temporada cedido por el Club Joventut Badalona.
El 26 de septiembre de 2021, hace su debut en Liga Endesa con el primer equipo del Club Joventut de Badalona, participando durante 28 segundos en el encuentro frente al Kirolbet Baskonia que acabaría con victoria por 72 a 61.
El 19 de julio de 2022, firma por el Tigers Tübingen de la ProA, la segunda categoría del baloncesto alemán.

### Internacional
Es internacional en categorías inferiores con la Selección de baloncesto de Letonia.